# Schackendorf (Veilsdorf)
Schackendorf ist ein Ortsteil von Veilsdorf im Landkreis Hildburghausen in Thüringen.

## Lage
Schackendorf liegt unweit von Veilsdorf an der Bundesstraße 89 im südlichen Vorgebirgsland des Thüringer Waldes. Weiter östlich befindet sich Eisfeld, westlich Hildburghausen. Durch die Werraniederung verläuft die Bahnstrecke Meiningen–Sonneberg (Werrabahn). Die Grenze zu Bayern ist nicht weit entfernt.

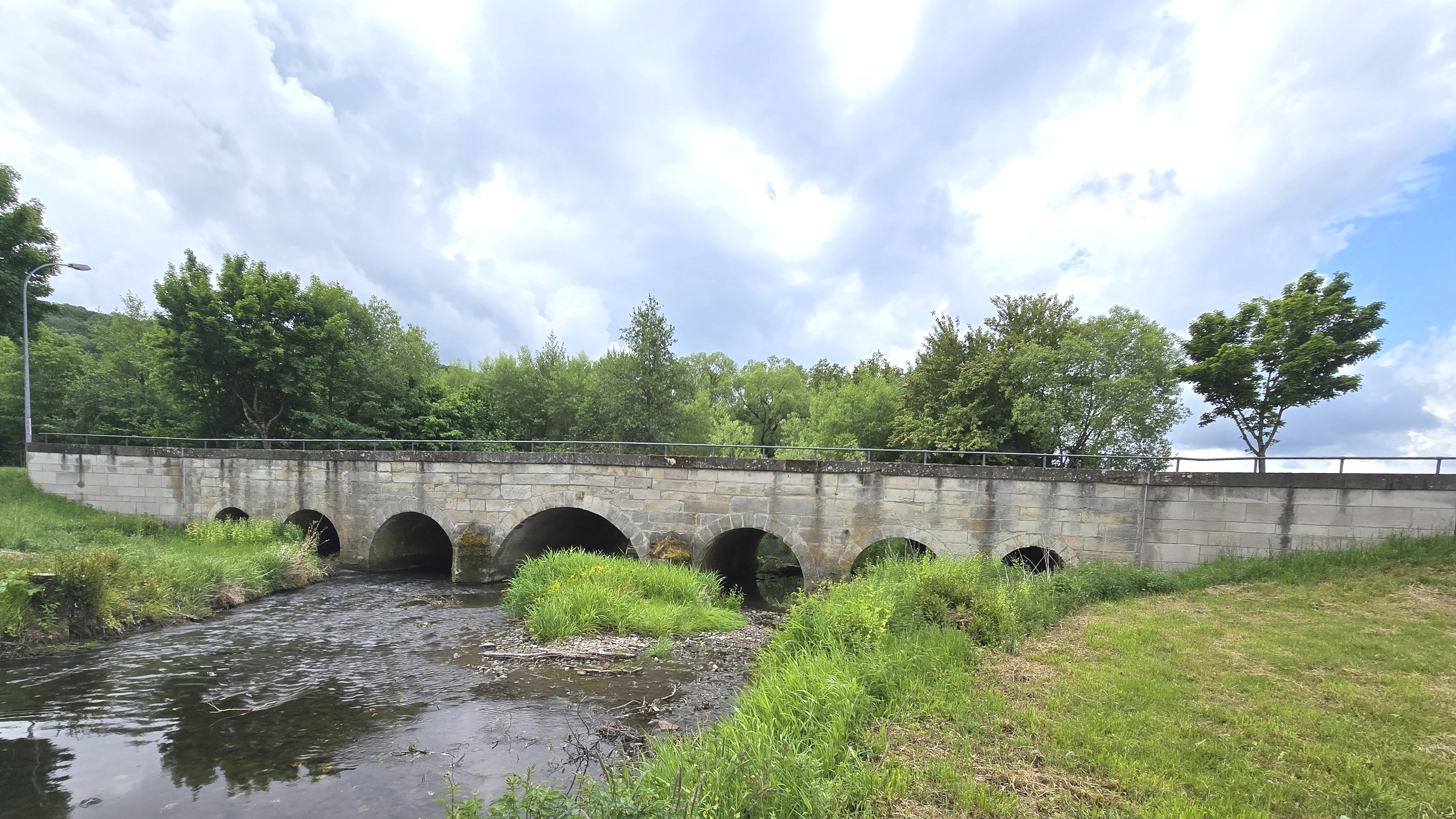
Werrabrücke Schackendorf

## Geschichte
In den Jahren 1330–1340 wurde der Ortsteil erstmals urkundlich erwähnt. Im Dorf geht man vom Jahr 1399 aus. Die Zugehörigkeit des Dorfes wechselte oft. 1825 wurde die steinerne Werrabrücke, 1974–1976 die moderne Milchviehanlage als Kernobjekt der Milch-Land-GmbH gebaut.

## Persönlichkeiten
- Albert Habermann (1913–1987), Maler und Grafiker